# Тануше
Тануше или Танушане (на македонска литературна норма: Тануше; на албански: Tanushaji, Танушай) е село в Северна Македония, в община Маврово и Ростуше.

## География
Селото е разположено в областта Горна Река в подножието на Кораб.

## История
В XIX век Тануше е албанско село в Реканска каза на Османската империя. В „Етнография на вилаетите Адрианопол, Монастир и Салоника“, издадена в Константинопол в 1878 година и отразяваща статистиката на населението от 1873 година, Тапушани (Tapouchani) е посочено като село с 50 домакинства, като жителите му са 51 албанци мюсюлмани и 75 албанци православни.
Според статистиката на Васил Кънчов („Македония. Етнография и статистика“) в 1900 г. Танушане вече е чисто мюсюлманско село и има 350 жители арнаути мохамедани.
На Етнографската карта на Битолския вилает на Картографския институт в София от 1901 година Танушани е чисто албанско село в Реканската каза на Дебърския санджак с 80 къщи.
Според преброявенето от 2002 година селото има 16 жители албанци.
| Националност     | Всичко |
| северномакедонци | 0      |
| албанци          | 16     |
| турци            | 0      |
| цигани           | 0      |
| власи            | 0      |
| сърби            | 0      |
| бошняци          | 3      |
| други            | 0      |

## Личности
Родени в Тануше
- Джезаир Реджепи (р. 1983), северномакедонски скулптор
- Малик Тануша, деец на Албанското възраждане